# جون كينغ (عسكري)
جون كينغ (بالإنجليزية: John King)‏ هو عسكري أيرلندي، ولد في 7 فبراير 1865 في Ballinrobe ‏ في جمهورية أيرلندا، وتوفي في 20 مايو 1938.